# 2 Gwardyjska Dywizja Piechoty

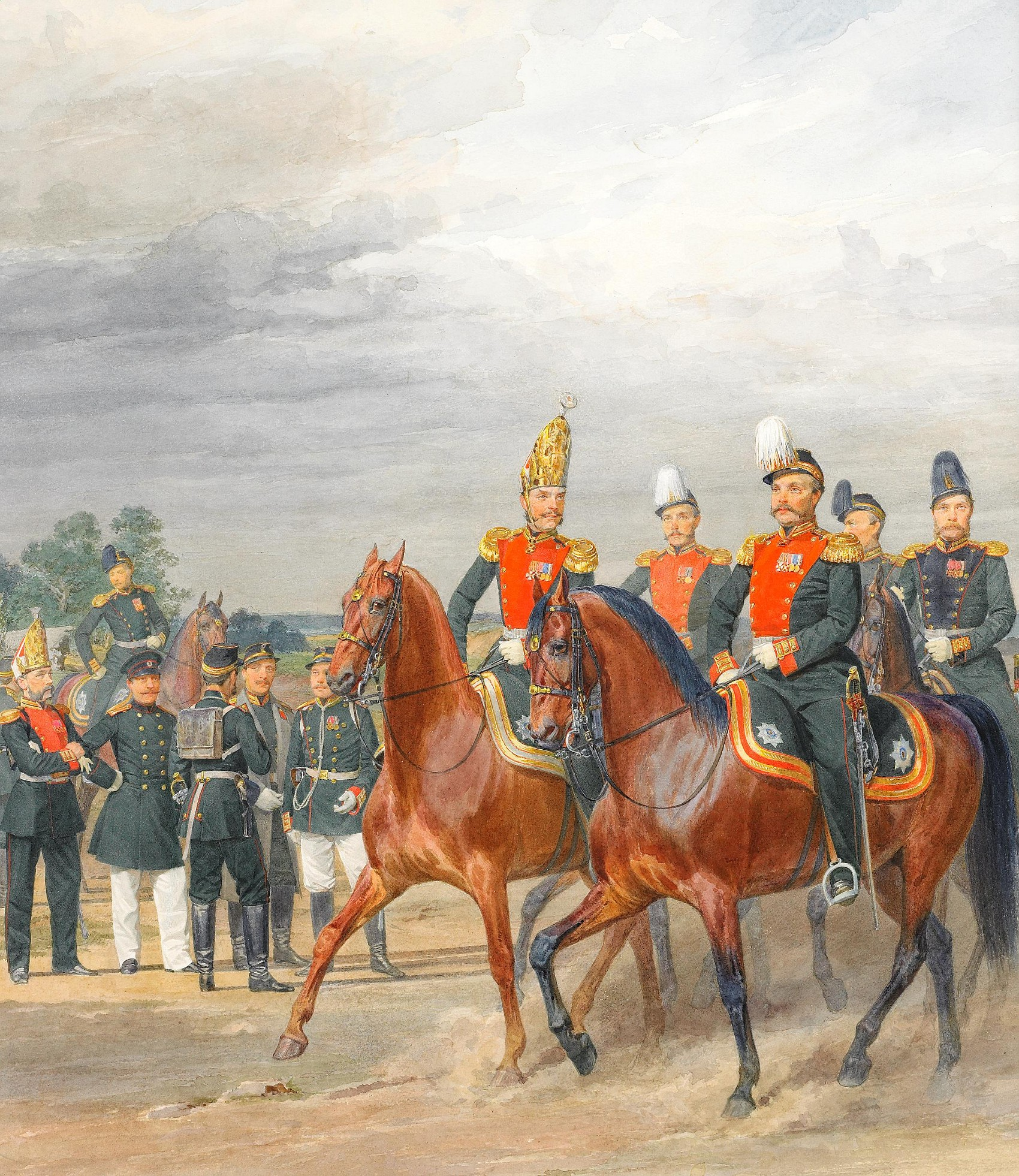
Oficerowie 2 DP Gwardii

2 Dywizja Piechoty Gwardii (ros. 2-я гвардейская пехотная дивизия) – jedna z dywizji piechoty Gwardii Imperium Rosyjskiego.
Dyslokacja:  Sankt Petersburg, Fontanka.

## Struktura organizacyjna
Organizacja w 1914
- 1 Brygada:
  - Moskiewski Pułk Lejb-Gwardii[2]
  - Lejb-Gwardyjski Pułk Grenadierów
- 2 Brygada:
  - Lejb-Gwardyjski Pawłowski Pułk
  - Lejb-Gwardyjski Fiński Pułk
- 2 Lejb-Gwardyjska Brygada Artylerii
- Brygada Strzelców Gwardii